# Ernest Belenguer Cebrià
Ernest Belenguer Cebrià (València, 1946) és un historiador valencià i catedràtic d'Història Moderna a la Universitat de Barcelona. Va estudiar a la Universitat de València, on es va llicenciar el 1968. La seva tesi doctoral tractà sobre València en la crisi del segle xv. Des del 1973 treballà a la Universitat Autònoma de Barcelona, per anar a la Universitat de les Illes Balears, on esdevindria catedràtic d'història moderna el 1980. El 1986 obtindria plaça de catedràtic a la Universitat de Barcelona.

## Obres destacades
Selecció d'alguna de les seves obres
- Jaime I y su reinado. Editorial Milenio, 2008. ISBN  978-84-9743-246-7
- El imperio de Carlos V: las coronas y sus territorios. Península, 2002. ISBN  84-8307-525-3
- La Corona de Aragón en la monarquía hispánica: del apogeo del siglo XV a la crisis del XVII. Península, 2001. ISBN  84-8307-350-1
- Fernando el Católico: un monarca decisivo en las encrucijadas de su época. Península, 1999. ISBN  84-8307-183-5
- Cataluña: de la unión de coronas a la unión de armas: (1479-1626). Arco Libros, 1996. ISBN  84-7635-233-6
- Jaume I a través de la historia. València : Eliseu Climent, 1984. ISBN  84-7502-104-2
- «La monarquía hispana desde la perspectiva de Cataluña» (pdf) (en castellà). Anales, 1998-1999.

Obra col·lectiva
- Belenguer, Ernest; Garín Llombart, Felipe V.; Morte García, Carmen. Sociedad Estatal para la Acción Cultural Exterior (SEACEX) Generalitat Valenciana y Ministerio de Cultura de España. La Corona de Aragón. El poder y la imagen de la Edad Media a la Edad Moderna (siglos XII - XVIII).  Lunwerg, 2006. ISBN 84-9785-261-3.